# Grabau
Grabau è un comune tedesco nel land dello Schleswig-Holstein.
Viene nominato per la prima volta nel 1433.